# Coca-Cola Iberian Partners
La Coca-Cola Iberian Partners est un embouteilleur de boissons gazeuses Coca-Cola ibérique créé en 2013 à la suite d'une prise de participation de la Coca-Cola Company dans le groupe espagnol Cobega présent depuis 1900.
Malgré sa fusion en 2021 dans Coca-Cola Europacific Partners, l'entreprise continue d'exister comme actionnaire du groupe commun.

## Histoire
En 1900, Santiago Daurella fonde en Espagne une entreprise de soda et boissons nommée Bebidas Carbónicas et obtient une franchise de la Coca-Cola Company,. 
En 2013, Cobega forme une filiale avec la Coca-Cola Company pour l’embouteillage nommée Coca-Cola Iberian Partners. 
Le 28 mai 2016, Coca-Cola Iberian Partners fusionne avec Coca-Cola Erfrischungsgetränke en Allemagne et la partie européenne de Coca-Cola Enterprises pour devenir Coca-Cola European Partners,. La participation de Coca-Cola au travers d'une filiale nommée European Refreshments est de 18,21 % et 34,4 % par Olive Partners,. Olive Partners est détenue indirectement par Cobega principalement au travers de Coca-Cola Iberian Partners. En 2017, l'entreprise se compose de 144 filiales exception faite de la société de transformation de morue et de saumon Copesco & Sefrisa, détenue directement par une partie de la famille.
La société est détenue comme suit Coca-Cola Iberian Partners (34 %), The Coca-Cola Company, 18 %, le reste en bourse. Cette fusion crée le plus important embouteilleur indépendant de Coca-Cola au monde en termes de revenus.